# 八戸市南郷文化ホール
八戸市南郷文化ホール（はちのへしなんごうぶんかホール）は、青森県八戸市にあるホール。
愛称は「スウィングベリーNANGO」。これは八戸市南郷で盛んなジャズの用語の「スウィング」と、八戸市南郷の特産品であるブルーベリーに由来するものである。

## 概要
八戸市が旧南郷村と合併した際に、新市建設計画の生涯教育の拠点として計画され、建設にあたっては国土交通省の都市地方連携推進事業（都市・農村間の交流促進による地域活性化目的の事業）の一環として建設費の補助を受けた。当初は南郷図書館との複合施設になる予定であったが、後に別個の施設に設計が変更された。
主にジャズやクラシックのコンサートなどが催され、練習でホールを使用する場合に対して、使用料が最大で７割引となる練習料金を設定している。

## 沿革
- 2008年6月1日 - 開館。記念式典にて愛称が「スウィングベリーNANGO」と決まる。
- 2009年 - 指定管理者制度導入[3]。

## 利用促進の取り組み
八戸市南郷文化ホール周辺には、体育館・公民館があるという立地条件にある、ホールの稼働率が2008年は26％、2009年は31％と低迷している。そのため、様々な利用促進の取り組みが行われている。
- 2009年9月に住民有志でつくるボランティア組織「スウィングベリー倶楽部」を発足。ホールのイベント裏方の作業を行う。
- 2010年より八戸市立南郷図書館とのタイアップ事業を開始。 - ホールでの図書の読み聞かせ会。
- 南郷名画座 - 南郷アートプロジェクトの一環として35mmフィルム映写機を使い昭和20年代～50年代頃の映画を鑑賞するイベント。[5]。

## アクセス
- 八戸自動車道・南郷インターより車で約2分、八戸市立南郷図書館隣。
- JR東日本八戸線：本八戸駅または八戸中心街ターミナル（中央通り(3番のりば)）より、南部バス：F116.市ノ沢→軽米行またはF111.市ノ沢行で『道の駅なんごう』バス停（道の駅非経由便では『南郷事務所前』バス停）下車。